# Mirsad Kovačević
Mirsad Kovačević ou Mersad Kovačević (né le 15 octobre 1956 à Tuzla) est un footballeur yougoslave et bosnien.
En 1984, il est transféré de FK Sloboda Tuzla vers Beşiktaş où il brille. Avec Besiktas, il marque 17 buts en 34 matchs la première saison, puis 17 buts en 36 matchs la saison suivante.
En 1986, il est transféré à Galatasaray et obtient la nationalité turque sous le nom de Mirsad Güneş. Il joue trois saisons en jaune et rouge (86 matchs avec 28 buts). Pour la saison 1989, il est transféré à Göztepe. En 1990, il arrête sa carrière.

## Palmarès
Beşiktaş
- Champion de Turquie en 1985-1986

Galatasaray
- Champion de Turquie en 1986-1987 et 1988-1989
- Vainqueur de la Supercoupe de Turquie en 1987 et en 1988